# 安比
安比（あっぴ）とは、岩手県二戸市の地名。郵便番号は028-6723（御返地郵便局管区）。

## 地理
安比川とほぼ平行する岩手県道6号二戸五日市線（鹿角街道）沿いに位置する。旧御返地村の中心部であり、二戸市役所御返地出張所や御返地小中学校・御返地郵便局が置かれ各種施設が集中する。
安比に鉄道は通っていない。最寄り駅は二戸駅で、JRバス浄法寺行きまたは高速バス『すーぱー湯～遊』号を利用し、最寄りバス停から安比川を渡り、山道を北の方角へ進んだ場所にある。
隣町の八幡平市にも安比高原という地名がある。

## 小字
安比平、石蕨、上平、上野平、大崎山ノ下、大平、大簗平、小田表、金ケ沢、上安比平、上大簗平、上川原、上沢口沢、上外ノ沢、北向、鞍掛、グミノ木沢、腰ケ沢、小原木、皀角田、坂舘、沢口、沢口平、下沢口沢、下外ノ沢、砂子前、砂取、関所沢、堰代、外久保、外ノ沢、祖父神、高房、舘、種漬沢、大明神久保、長久保、苗代沢、法龍平、道上

## 歴史

### 沿革
- 1889年（明治22年）4月1日 - 町村制施行にともない、安比村・似鳥村・福田村と上斗米村の一部（足沢）が合併して二戸郡御返地村が発足する。安比村は御返地村安比（大字）となる。
- 1955年（昭和30年）3月10日 - 安比村が福岡町（初代）・石切所村・斗米村・爾薩体村と合併し福岡町（2代）が成立。御返地村安比は福岡町安比となる。
- 1972年（昭和47年）4月1日 - 福岡町が金田一村と合併し二戸市が成立。福岡町安比は二戸市安比となる。

### 地名の由来
アイヌ語にちなむ。

## 施設
- 二戸市役所御返地出張所
- 二戸市立御返地小学校
- 二戸市立御返地中学校
- 御返地郵便局